# 刑案偵訊室：法國
《刑案偵訊室：法國》（英語：Criminal: France）是一部法國刑偵獨立單元網路劇集，由凱·史密斯（Kay Smith）和吉姆·費爾德·史密斯開創，娜塔莉·貝伊、傑若米·何涅和莎拉·吉哈度主演。《刑案偵訊室：法國》共3集，是12集《刑案偵訊室》的一部分，另外三部分別為《刑案偵訊室：英國》、《刑案偵訊室：西班牙》和《刑案偵訊室：德國》，四部均於2019年9月20日在Netflix首播。

## 演員與角色
- 娜塔莉·貝伊
- 傑若米·何涅
- 莎拉·吉哈度（英语：Sara Giraudeau）
- 瑪戈·巴席恩（Margot Bancilhon）
- 勞倫·盧卡斯（英语：Laurent Lucas）
- 史提芬·約伯特（Stéphane Jobert）
- 安·阿索雷（Anne Azoulay）
- 穆罕默德·阿列兹基（英语：Mhamed Arezki）

## 劇集
| 集數 | 標題     | 譯名   | 導演 | 編劇 | 上線日期      |
| ---- | -------- | ------ | ---- | ---- | ------------- |
| 1    | Émilie   | 艾蜜莉 | 待定 | 待定 | 2019年9月20日 |
| 2    | Caroline | 卡羅琳 | 待定 | 待定 | 2019年9月20日 |
| 3    | Jérôme   | 傑羅姆 | 待定 | 待定 | 2019年9月20日 |

## 製作
《刑案偵訊室》的12集均在Netflix的馬德里製作中心拍攝完成。

## 宣傳與發行
《刑案偵訊室：法國》計劃於2019年9月20日在Netflix首播。

## 資料來源
1. 1 2 3  . Deadline.   [2019-08-09]. （原始内容存档于2020-11-08） （英国英语）.
2. ↑  . Radio Times.   [2019-08-09]. （原始内容存档于2019-08-09） （英国英语）.

## 外部連結
- 在Netflix上觀看《刑案偵訊室：法國》